# Reattore nucleare di III generazione

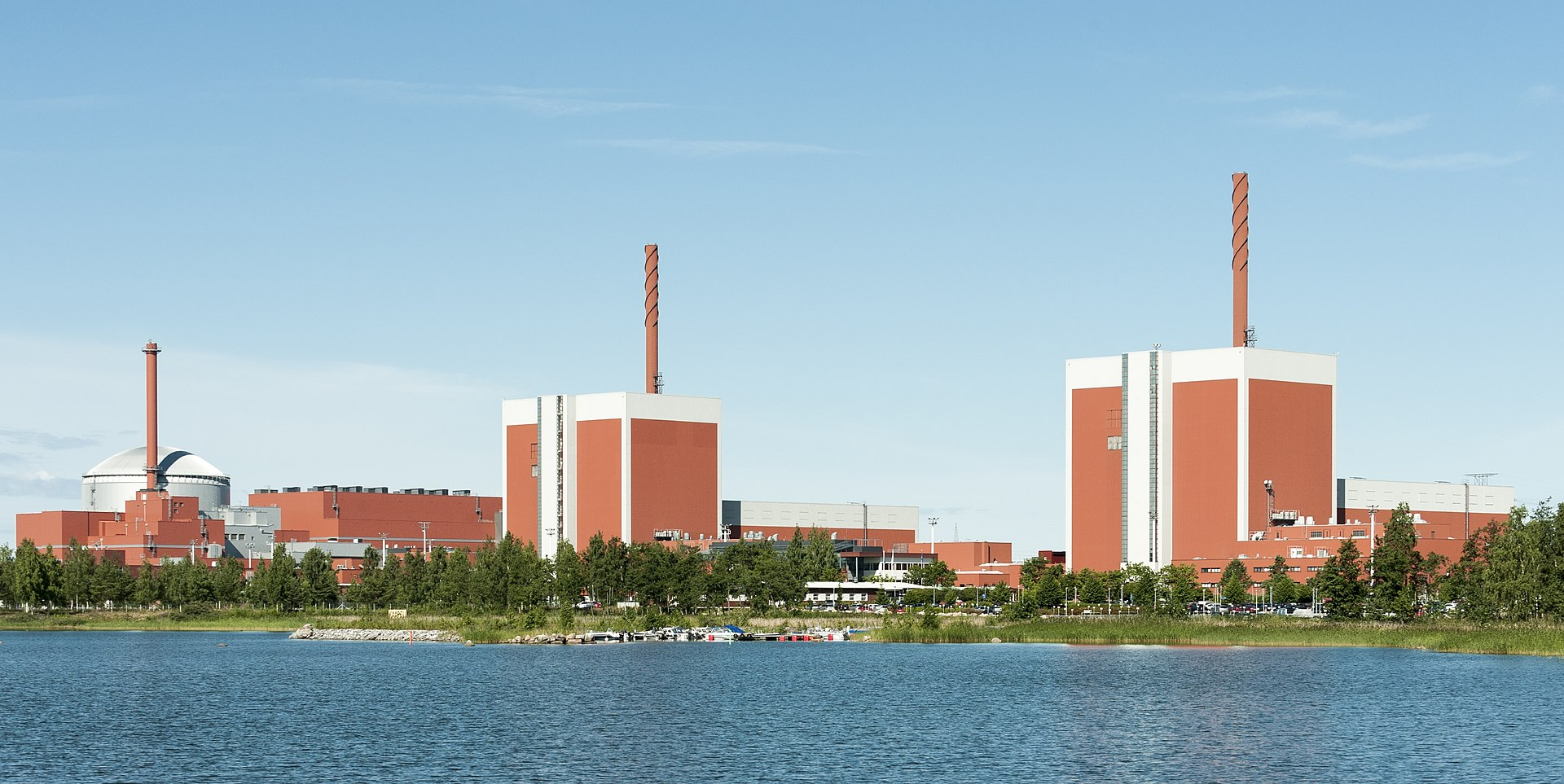
Centrale Nucleare di Olkiluoto (Finlandia)

I reattori di III generazione sono reattori che incorporano i miglioramenti sviluppati durante la vita dei reattori di II generazione. Questi includono una migliore tecnologia del combustibile, un'efficienza termica superiore, sistemi di sicurezza significativamente migliorati (inclusa la sicurezza nucleare passiva), e progetti standardizzati per ridurre la manutenzione e i costi di capitale. Tali miglioramenti derivano da sperimentazioni effettuate durante la vita utile dei reattori nucleari di II generazione attuali, senza l'introduzione di modifiche radicali quali potrebbero essere la sostituzione del refrigerante-moderatore acqua con altri refrigeranti (elio, sodio e/o piombo-bismuto fuso, ed i sali minerali fusi). Il primo reattore di III generazione ad entrare in funzione è stato Kashiwazaki 6 (un ABWR) nel 1996.
A causa del prolungato periodo di stagnazione nella costruzione di nuovi reattori e della continua (ma declinante) popolarità dei progetti di II/II+ generazione nelle nuove costruzioni, sono stati costruiti relativamente pochi reattori di terza generazione. I progetti di IV generazione sono ancora in sviluppo a partire dal 2020.

## Il combustibile
Come combustibile nucleare utilizzano l'ossido di uranio arricchito in percentuali variabili fra il 4 e il 6% oppure miscele di ossidi di uranio e plutonio (combustibile MOX).
I processi di combustione sono più efficienti che in precedenza, nel senso che la massa di scorie per ogni kWh prodotto è inferiore, ma i residui risultano maggiormente radiotossici rispetto ai reattori di generazioni precedenti. Inoltre, considerata la taglia della centrale maggiore, una singola centrale produce una massa maggiore di scorie.
Come nei reattori di II generazione, il combustibile si trova sotto forma di piccole pastiglie contenute in barre, composte normalmente in leghe di zirconio. Per controllare la potenza e spegnere il reattore, vengono impiegate barre in lega di argento, cadmio e indio.

## Miglioramenti nella sicurezza
In termini di sicurezza, il Core Damage Frequency è stimato tra i 10-5 e i 10-7 eventi l'anno, questo significa un evento ogni 100.000 anni o ogni 10.000.000 anni.
Tra le migliorie progressive si possono elencare alcuni sistemi di sicurezza passiva e di sicurezza attiva nel circuito refrigerante, come ad esempio l'introduzione di tubazioni concentriche interne a giunti saldati (per assorbire la dilatazione termica), contenute all'interno di tubi in acciaio più spessi, con una intercapedine di acqua naturale, e con le giunzioni delle tubature esterne serrate da viti.
Nelle centrali di più recente costruzione, come gli N4 francesi, l'isola nucleare è protetta da due edifici di contenimento concentrici. Il più interno assicura l'isolamento in caso di fughe dal nocciolo, anche grazie al rivestimento interno in acciaio. L'intercapedine intermedia è stata pensata come protezione nel caso che avvengano fughe attraverso fessurazioni nel contenimento più interno: l'aria verrebbe quindi aspirata ed inviata a filtri assoluti. Infine l'edificio di contenimento più esterno ha l'obbiettivo di proteggere l'isola nucleare da incidenti esterni all'edificio reattore.
Fra i vari sistemi di protezione interni, si ricorda il sistema di spruzzamento dell'edificio del contenimento, atto a condensare e raffreddare l'interno del reattore a seguito di incidenti gravi.
Ovviamente fa presenza il sistema d'iniezione di emergenza nel reattore, sistema a sua volta composto da sistemi di alta, media e bassa pressione.

### Modelli di Reattore
Come per la 1ª 2ª e 4ª generazione, esistono molte tipologie di reattori di 3ª generazione, ciascuna nata da una evoluzione di reattori della precedente generazione. In particolare si possono individuare alcune filiere
- Evoluzioni della filiera PWR: sono reattori quali l'EPR o l'AP1000
- Evoluzioni della filiera BWR: sono reattori come l'ABWR o l'ESBWR
- Evoluzioni della filiera PHWR: sono reattori quali l'ACR
- Evoluzioni della filiera GCR: ad esempio il GT-MHR

Il primo reattore nucleare di III generazione entrò in servizio in Giappone nel 1996 ed è di tipo ABWR (Advanced Boiling Water Reactor), sviluppato dalla General Electric a partire dai BWR di seconda generazione
In molti progetti (ad.es EPR) il contenitore esterno è progettato come una doppia parete, la più interna in Cemento armato precompresso e la più esterna in cemento armato. I loro progettisti ritengono che questi edifici di contenimento siano in grado di resistere sia ad impatti di aerei di linea che a terremoti della più elevata intensità.
Questi reattori incorporano sistemi di pompe ridondanti, scambiatori di calore avanzati in lega inconel, ed altri componenti che sono stati migliorati negli anni. Hanno un doppio circuito di raffreddamento ad acqua, uno interno ad alta pressione, a contatto con il reattore ed un altro esterno ad acqua bollente, che diventando vapore d'acqua fornisce pressione a delle turbine. Dato che necessitano di grandi quantità d'acqua per il raffreddamento dei condensatori, spesso si trovano nei pressi di laghi o in riva al mare.

## Generazione III+
Alcuni progetti industriali più avanzati che spesso incorporano miglioramenti sia dal punto di vista della sicurezza che della convenienza economica, ma sono meno rivoluzionari rispetto ai prototipi di reattori nucleari di IV generazione, e che conservano elementi di tipo "evolutivo" vengono denominati di Generazione III+. Un prototipo di questi è il reattore economico semplificato ad acqua bollente (Economic Simplified Boiling Water Reactor, sigla ESBWR), che si basa sui principi dei modelli BWR.
- Advanced CANDU Reactor (ACR)
- AP1000 - basato sul AP600 riscalato a una taglia maggiore
- European Pressurized Reactor (EPR) - uno sviluppo evolutivo dei reattori Framatome N4 e Siemens Power Generation Division KONVOI reactors.

- Economic Simplified Boiling Water Reactor (ESBWR) - basato sul ABWR
- APR-1400 - un progetto PWR avanzato derivato da U.S. System 80+ che rappresenta la base per il Korean Next Generation Reactor (KNGR)[5]

## Svantaggio nei costi di costruzione
L'adozione di numerose nuove misure di sicurezza porta ad un incremento nei costi di costruzione dei reattori di III generazione, il che ha spinto verso l'alto la potenza elettrica netta nominale di ciascuna unità, arrivando fino a 1600 MW.
Ad esempio il costo di costruzione del reattore EPR - Franco-Tedesco (di progettazione classica), in costruzione a Olkiluoto in Finlandia, è di oltre 5 miliardi e duecento milioni di euro (vedi voce EPR), mentre il costo di un reattore di III generazione Nippo-Americano Westinghouse-Toshiba AP-1000, progettato con ampio uso di prefabbricati, ha un costo preventivato del MW installato pari alla metà di quello del reattore EPR, per un costo d'impianto di un miliardo e quattrocento milioni di euro.

## Maggiore rendimento nell'utilizzo del combustibile
In generale la III-Generazione, comportando investimenti più elevati, fonda la sua competitività economica più sulla capacità di bruciare maggiori quantità di combustibile producendo meno scorie, ricavando dunque più energia dal singolo kg di uranio impiegato.
Il Reattore EPR infatti, a fronte di un costo capitale molto più elevato (più del doppio), garantisce però in fase operativa una maggior produzione elettrica MW per ogni tonnellata di uranio inserito grazie al maggior burnup riducendo al contempo di quasi il venti per cento la quantità di scorie emessa. Questo aumento del burnup, cioè del livello di bruciamento del combustibile, porta però ad una maggiore radioattività delle scorie. Per la multinazionale Areva, che attualmente (2010) ha in costruzione alcuni reattori EPR, l'aumento della radioattività è del 15%, mentre per Greenpeace è del 100% come minimo.